# Derek Sullivan
Derrick Sullivan (Newport (País de Gales), 10 de agosto de 1930 - 31 de agosto de 1983) foi um futebolista galês que atuava como defensor.

## Carreira
Derrick Sullivan fez parte do elenco da Seleção Galesa de Futebol, na Copa do Mundo de 1958.